# Austin Bryant
Austin Bryant (Pavo, 12 novembre 1996) è un giocatore di football americano statunitense che milita nel ruolo di defensive end per i San Francisco 49ers della National Football League (NFL).

## Carriera

### Detroit Lions
Bryant fu scelto nel corso del quarto giro (117º assoluto) del Draft NFL 2019 dai Detroit Lions. Fu inserito in lista infortunati il 2 settembre 2019. Il 20 novembre 2019 tornò nel roster attivo e terminò la sua stagione da rookie con 8 tackle in 4 presenze, nessuna delle quali come titolare.

### San Francisco 49ers
Il 23 marzo 2023 Bryant firmò un contratto di un anno con i San Francisco 49ers.

## Palmarès
- National Football Conference Championship: 1

San Francisco 49ers: 2023